# Running (chanson de Sandro)
Chansons représentant Chypre au Concours Eurovision de la chanson
Replay
(2019) El Diablo
(2021)
Running est une chanson du chanteur germano-grec Sandro, sortie le 7 mars 2020 en téléchargement numérique. La chanson aurait dû représenter Chypre au Concours Eurovision de la chanson 2020, à Rotterdam, aux Pays-Bas.

## À l'Eurovision
Le 6 mars 2020, la chanson Running de Sandro est présentée par le diffuseur RIK comme représentant de Chypre à l'Eurovision 2020 après une sélection interne}.
La chanson aurait dû être interprétée en treizième position de l'ordre de passage de la première demi-finale, le 12 mai 2020. Cependant, le 18 mars 2020, l'annulation du Concours en raison de la pandémie de Covid-19 est annoncée.